# قوی-داش (شهرستان آق‌سی)
قوی-داش (به لاتین: Koy-Tash) یک منطقهٔ مسکونی در قرقیزستان است که در شهرستان آق‌سی واقع شده‌است. قوی-داش ۲٬۰۱۶ نفر جمعیت دارد و ۹۵۰ متر بالاتر از سطح دریا واقع شده‌است.